# 吉田達也
吉田 達也（よしだ たつや、1961年1月9日 - ）は、日本のドラマー、作曲家。インディ・レーベル「磨崖仏 (Magaibutsu)」主宰。

## 略歴・人物
岩手県江刺市（現：奥州市）生まれ、東京高円寺在住。生家は「卵めん」で有名な吉田製麺。
岩手県立岩谷堂高等学校時代、吹奏楽部でドラムを始める。主にプログレッシブ・ロック・バンドに影響を受け、1980年代初期から、東京都内のライブハウスを拠点に本格的な音楽活動を開始。
1985年に「ルインズ」を結成。1990年代には海外ツアーを始めるとともに、ルインズ以外に「高円寺百景」、「大陸男対山脈女」、「是巨人」、「赤天」、「ズビズバ」等、つぎつぎと違うコンセプト・音楽性に基づくユニットを立ち上げ、レパートリーの大方を手がける。以降現在まで様々なアーティストとの共演や自身のバンドにおいて、プログレッシブ・ロックやジャズ・ロック、即興演奏の分野で活動を続ける。
国内のみならず海外でもコラボレーションなどで精力的にライブを行っており、セッションでの参加を含めて多岐にわたる作品を様々なレーベルから発表している。国内外の音楽家との共演も多く、近年では菊地雅章、藤井郷子、林栄一など、ジャズ音楽家ともセッションを行うほか、サムラ・ママス・マンナ、アシッド・マザー・ゴング（Acid Mothers Templeとゴングの合体バンド）、ペインキラーといった日本国外のバンドのメンバーでもある。
音楽活動のかたわら石仏や石像など、石の写真を撮り続ける写真家でもあり、その趣味は結成するバンド名やレーベル名（「磨崖仏」「ルインズ」「石窟寺院」など）、特徴的な作品のジャケットにも現れている。

## 参加バンド等
ルインズ
※ルインズ関係の派生バンドはルインズの項参照。
高円寺百景（こうえんじひゃっけい）
1991年、久保田安紀（ボーカル）、和泉明夫（ギター）、北原千恵（キーボード）、記本一儀（ベース）、吉田（ドラムス）で結成。それぞれ、和泉はあぶらだこの、北原はパイディアの、記本はルインズのメンバーであった。
現在のメンバーは、吉田、坂元健吾（ベース）、小森慶子（サックス）、矢吹卓（キーボード）、AH（ボーカル）。
大陸男対山脈女（たいりくおとこたいさんみゃくおんな）
1991年結成。メンバーは、津山篤（ギター）、勝井祐二（ヴァイオリン）、鰐好吾郎（サックス）、山口泉（キーボード）、吉田（ベース）、城戸弘二（ドラムス）。吉田の作るプログレ基調の曲に、城戸の不条理な歌詞が乗り、プログレをパロディ的に見せる。
大山脈X（だいさんみゃくえっくす）
1994年12月に吉田（ベース）、城戸弘二（ドラムス）、久保田安紀（ボーカル）で結成。後に勝井祐二が加入。1997年に吉田（ドラムス）、勝井、三橋美香子（ボーカル）、原田仁（ベース）、高橋ヨーカイ（ベース）で再結成、一度だけライブを行った。
赤天（あかてん）
1995年に結成。メンバーは津山篤と吉田のみ。様々な音楽性を混交させるスタンスながら、歯ブラシ、ジッパーなどの日用品をパーカッションとするミュジック・コンクレート的なアプローチをとる。しかし歌詞はほぼその商品名を連呼するのみであったり、野鳥の鳴き声や相撲の実況をシミュレーションするなど、ユーモラスな面を打ち出す。
ムジカ・トランソニック
1995年結成。メンバーは河端一（ギター）、南條麻人（ベース）、吉田（ドラムス）。High Riseのメンバーである南條の呼びかけで結成。ロックのインプロヴィゼーションが主体。
ズビズバ
1995年に結成。芝崎幸史、高橋秀樹、吉田からなるアカペラ・トリオ。「楽器としての「声」をつきつめること」を目的とする。
是巨人（これきょじん）
1995年6月に吉田（ドラムス）、田畑満（ギター）、宮野達哉（ベース）で結成。一時休止、1998年6月に「続是巨人」として再始動。メンバーは鬼怒無月（ギター）、ナスノミツル（ベース）、吉田（ドラムス）。ポリリズムを多用したプログレ／フュージョン的サウンド。
聖家族（せいかぞく）
1996年6月、津山篤、河端一、吉田達也により突発的に結成。プログレから民族音楽までを混成させた即興演奏。
SUN-KICH（さんきち）
1997年にCDを発売した、吉田と山本精一によるレコーディングのみのユニット。ユニット名は、2人の名前の「山」と「吉」を合わせたもの。
the 磨崖仏（ざ・まがいぶつ）
1997年頃に結成。メンバーは、吉田（ボーカル・キーボード）、さがゆき（ボーカル）、鬼怒無月（ギター）、原田仁（ベース）、森本賢一（キーボード）、植村昌弘（ドラムス）。吉田のソロ曲を、バンド編成で演奏するためのバンド。
大文字（だいもんじ）
2002年1月5日のイベントで「インプログレ」としてデビュー、2003年7月にCDデビューにあたり「大文字」に改名。メンバーは、ホッピー神山（キーボード）、ナスノミツル（ベース）、吉田（ドラムス）。プログレをインプロヴィゼーションで行う。
サンヘドリン
2005年頃結成。メンバーは、灰野敬二（ギター）、ナスノミツル（ベース）、吉田（ドラムス）。この名義以前に、カフェ・アンデパンダンにおける三人の連名でのライブ・アルバムを発表している。
石窟寺院（せっくつじいん）
メンバーは、佐藤研二（ベース）、吉田（ドラムス）。ルインズとはまた異なるメロディアスなベースを特徴とし、多分に洩れずインプロヴィゼーションで演奏。
THE WORLD HERITAGE（ざ・わーるどへりてっじ）
2005年頃に結成。メンバーは吉田（ドラムス）、ナスノミツル（ベース）、勝井祐二（エレクトリック・ヴァイオリン）に加え、鬼怒無月（ギター）と山本精一（ギター）のうちどちらか、あるいは両方が参加する即興を主体としたセッションバンド。
その他の参加バンド
- あぶらだこ（通称『木盤』と当時のライブ・サポート）
- YBO2
- Z.O.A
- ZENI GEVA
- ハイ・ライズ
- 戸川純バンド
- シカラムータ
- 菊地雅章スラッシュトリオ
- 藤井郷子カルテット
- 藤吉
- サムラ・ママス・マンナ
- トーチャー・ガーデン
- ペインキラー
- Acid Mothers Temple
- アシッド・マザー・ゴング
- Vampillia
- PYN
- ソフト・マウンテン
- Phaidia

## 主な共演者
※上の項に挙がっているものを除く。

### 日本のアーティスト・バンド
- 灰野敬二
- 大友良英
- ナスノミツル
- 内橋和久
- 山本精一
- KK NULL
- NON
- 古館徹夫
- 沢田穣治
- 羽野昌二
- 天鼓
- 千野秀一
- 坂田明
- 林栄一
- 広瀬淳二
- 梅津和時
- 勝井祐二

### 海外のアーティスト・バンド
- ジョン・ゾーン（ペインキラーなども含む）
- アート・リンゼイ（DNA等）
- デレク・ベイリー
- フレッド・フリス（ヘンリー・カウ、アート・ベアーズ等）
- ビル・ラズウェル
- リシャール・ピナス
- ロン・アンダーソン
- チャールズ・ヘイワード（クワイエット・サン、ディス・ヒート等）
- ラーシュ・ホルメル（サムラ・ママス・マンナ）
- デイヴィッド・モス
- ビリー・バング
- ユージン・チャドボーン
- ヤン・ピタール
- エルトン・ディーン（ソフト・マウンテン）
- ヒュー・ホッパー（ソフト・マウンテン）